# Metropolitanos Fútbol Club B
El Metropolitanos Fútbol Club "B" es un club de fútbol profesional venezolano, establecido en la ciudad de Caracas, Distrito Capital profesional venezolano de la ciudad de Caracas, filial del Metropolitanos Fútbol Club. Juega en la Tercera División de Venezuela.

## Estadio
El equipo entrena en el campo deportivo del Cancha Universidad Santa Maria, de reciente construcción, el cual posee una capacidad para unas 2.000 personas. Sin embargo, todos sus juegos de local, el equipo usa el mismo estadio , localizado también en la ciudad de Caracas.

## Palmarés
- Segunda División de Venezuela (0):
- Subcampeón Segunda División de Venezuela (0):
- Tercera División de Venezuela (0):